# Manassas (Virginia)
Manassas è una città autonoma (independent city) degli Stati Uniti, nella parte settentrionale della Virginia.